# Arceniega (concejo)
Artziniega es un concejo del municipio de Artziniega, en la provincia de Álava, España.  

## Demografía
| Gráfica de evolución demográfica de Arceniega entre 2000 y 2021 |
|                                                                 |
| Población de derecho según los censos de población del INE.     |